# Iglika
Iglika (bulgariska: Иглика) är ett distrikt i Bulgarien.   Det ligger i kommunen Obsjtina Chitrino och regionen Sjumen, i den nordöstra delen av landet, 300 km öster om huvudstaden Sofia.
Trakten runt Iglika består till största delen av jordbruksmark. Runt Iglika är det ganska glesbefolkat, med 25 invånare per kvadratkilometer.